# Медаль «За отвагу» (Беларусь)
Медаль «За отвагу» (бел. Медаль «За адвагу») — государственная награда Республики Беларусь. Учреждена Законом Республики Беларусь от 13 апреля 1995 года № 3726-XII «О государственных наградах Республики Беларусь».

## Положение о медали
Медалью «За отвагу» награждаются военнослужащие, лица начальствующего и рядового состава органов внутренних дел, органов финансовых расследований Комитета государственного контроля Республики Беларусь, органов и подразделений по чрезвычайным ситуациями и другие граждане за личное мужество и отвагу, проявленные:
- в боевой обстановке при защите Отечества и его государственных интересов;
- при исполнении воинского долга, служебной или гражданской обязанности, защите конституционных прав граждан;
- при спасении людей во время стихийных бедствий, пожаров, аварий, катастроф и других чрезвычайных обстоятельств, сопряжённых с риском для жизни.

Медаль «За отвагу» носится на левой стороне груди и при наличии орденов располагается после них.

## Описание медали
Медаль «За отвагу» изготовлена из серебра и имеет форму круга диаметром 37 мм с выпуклым бортиком по краю.

На лицевой стороне медали в верхней части — рельефное изображение трёх летящих самолётов, в центре — горизонтальная контррельефная надпись в две строки на белорусском языке «За адвагу», образующие которую буквы заполнены красной эмалью, под надписью — рельефное изображение танка. Оборотная сторона медали гладкая, в центра расположен порядковый номер награды.

При помощи ушка и кольца медаль соединяется с пятиугольной металлической колодкой, обтянутой муаровой лентой голубого цвета с двумя продольными полосками синего цвета по краям.

## История

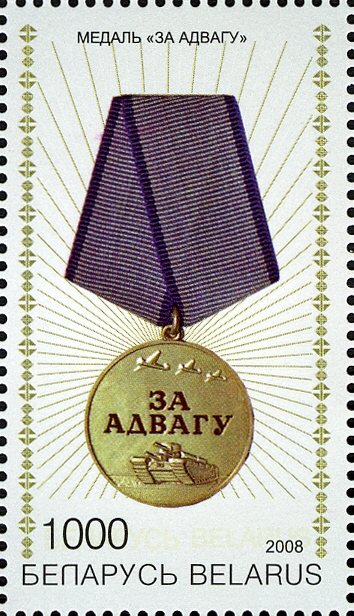
Почтовая марка Белоруссии

Награда перешла в систему государственных наград Республики Беларусь из советской наградной системы, сохранив статус старшей медали, носимой награждёнными первой после орденов Республики Беларусь.

### Первые награждённые
Первый Указ Президента Республики Беларусь о награждении медалью «За отвагу» был подписан 22 октября 1996 года: за мужество, проявленное при обезвреживании особо опасных преступников, были награждены работники патрульно-постовой службы милиции Оршанского отдела внутренних дел на транспорте — старшина милиции Г. А. Кармазинов, сержант милиции С. А. Ладысев, сержант милиции С. Р. Пашкевич и старший лейтенант милиции А. С. Переходченко. 

Первый Указ о посмертном награждении был подписан 19 декабря 1996 года: за мужество, проявленное при задержании опасного преступника, медалью «За отвагу» был награждён погибший милиционер-кинолог районного отдела объединения «Охрана» города Гомеля А. И. Бурлак.